# Comuna Ohramievîci, Koriukivka
Ohramievîci (în ucraineană Охрамієвичі) este o comună în raionul Koriukivka, regiunea Cernihiv, Ucraina, formată din satele Cervona Buda, Lupasove și Ohramievîci (reședința).

## Demografie
Componența lingvistică a comunei Ohramievîci
     Ucraineană (97,89%)
     Rusă (1,92%)
     Alte limbi (0,2%)
Conform recensământului din 2001, majoritatea populației comunei Ohramievîci era vorbitoare de ucraineană (97,89%), existând în minoritate și vorbitori de rusă (1,92%).